# Rete neurale feed-forward

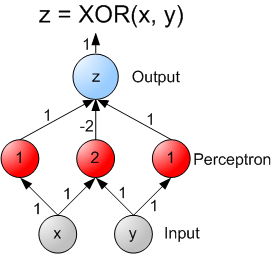
Rete neurale a 2 strati che calcola la porta logica XOR

Una rete neurale feed-forward (lett. "rete neurale con flusso in avanti") è una rete neurale artificiale dove le connessioni tra i nodi non formano cicli, differenziandosi dalle reti neurali ricorrenti. Questo tipo di rete neurale fu la prima e più semplice tra quelle messe a punto. In questa rete neurale le informazioni si muovono solo in una direzione, avanti, rispetto a nodi d'ingresso, attraverso nodi nascosti (se esistenti) fino ai nodi d'uscita. Nella rete non ci sono cicli. Le reti feed-forward non hanno memoria degli input avvenuti a tempi precedenti, per cui l'output è determinato solamente dall'attuale input.

## Percettrone a singolo strato
La più semplice rete feed-forward è il percettrone a singolo strato (SLP dall'inglese single layer perceptron), utilizzato verso la fine degli anni '60. Un SLP è costituito da uno strato in ingresso, seguito direttamente dall'uscita. Ogni unità di ingresso è collegata ad ogni unità di uscita. In pratica questo tipo di rete neurale ha un solo strato che effettua l'elaborazione dei dati, e non presenta nodi nascosti, da cui il nome.
Gli SLP sono molto limitati a causa del piccolo numero di connessioni e dell'assenza di gerarchia nelle caratteristiche che la rete può estrarre dai dati (questo significa che è capace di combinare i dati in ingresso una sola volta). Famosa fu la dimostrazione che un SLP non riesce neanche a rappresentare la funzione XOR. Questo risultato, apparso nel 1969, scoraggiò i ricercatori e bloccò la ricerca sulle reti neurali per diversi anni.

## Percettrone multistrato
Questa classe di reti feedforward si distingue dalla precedente dal fatto che tra lo strato di input e quello di output abbiamo uno o più strati di neuroni nascosti (hidden layers). Ogni strato ha connessioni entranti dal precedente strato e uscenti in quello successivo, quindi la propagazione del segnale avviene in avanti senza cicli e senza connessioni trasversali.
Questo tipo di architettura fornisce alla rete una prospettiva globale in quanto aumentano le interazioni tra neuroni.